# Petr Trapp
Pour les articles homonymes, voir Trapp (homonymie).
Petr Trapp est un footballeur tchèque, né le 6 décembre 1985 à Most. Il évolue au poste de milieu défensif.

## Biographie

### International
Le 4 juin 2011, il reçoit sa première et seule sélection pour l'instant en équipe de Tchéquie, lors du match Pérou - Tchéquie à Matsumoto au Japon (0-0).

## Palmarès
- Avec Slavia Prague :
  - Champion de Tchéquie en 2009.

- Avec Viktoria Plzeň :
  - Champion de Tchéquie en 2011.
  - Vainqueur de la Supercoupe de Tchéquie en 2011.